# 洛弗尔 (怀俄明州)
洛弗尔（英語：Lovell）是美国怀俄明州比格霍恩县下属的一座城鎮。该鎮的人口在2000年为2,281人，2010年有2,360，2011年则估计有2,378人。